# Улица Нурсултана Назарбаева (Казань)

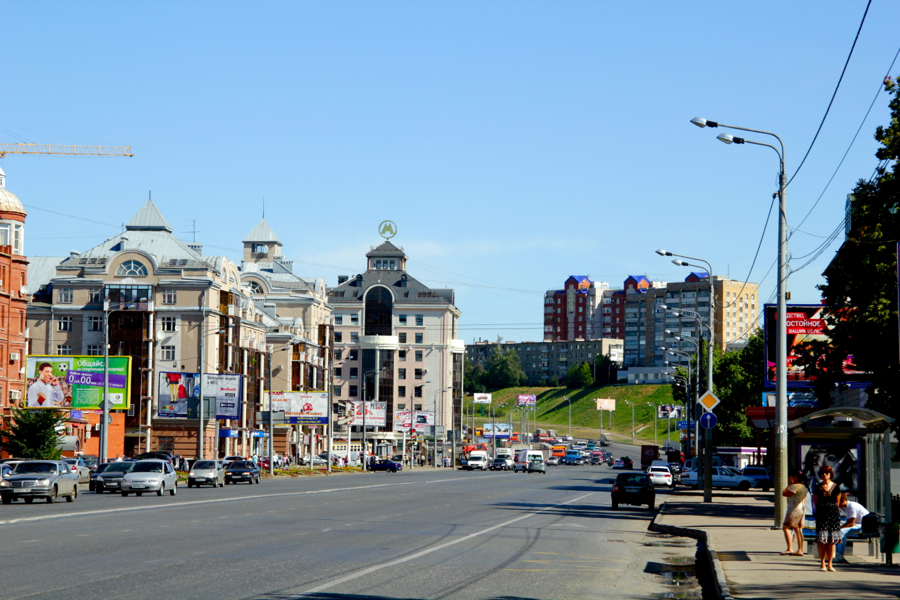
В сторону улицы Вишневского, до строительства развязки

Улица Нурсулта́на Назарба́ева (тат. Нурсолтан Назарбаев урамы) — магистральная улица в центре Казани, находится на границе Вахитовского и Приволжского районов города. Ограничивается улицами Тихомирнова, где под развязкой переходит в улицу Вишневского, и Габдуллы Тукая на площади Вахитова после прохода по мосту над протокой между озёрами Кабан. Ориентирована с северо-востока на юго-запад. Имеет длину около двух километров.
Улица названа в честь первого президента Казахстана Нурсултана Назарбаева. В периоды с 1927 по 1949 и с 1988 по 2015 годы называлась улицей Эсперанто в честь языка эсперанто и была единственной улицей в России, названной в его честь. В период с 1949 по 1988 годы называлась улицей Жданова в честь Андрея Александровича Жданова.

## Административная принадлежность
В дореволюционное время и первые годы советской власти административно относилась к 4-й части города; после введения в городе деления на административных районы относилась к Бауманскому (до 1935), Молотовскому (1935–1942), Свердловскому (1942–1956), Бауманскому и Приволжскому (1956–1973), Вахитовскому и Приволжскому (с 1973 года) районам.

## История
Улица была частью Суконной слободы и долгое время по ней проходила граница города — на ней находилась Оренбургская застава, со стороны которой из города во время визита в Казань выезжал Александр Пушкин.
До 1927 года улица носила название 3-й Поперечно-Большой. В 1927 году по инициативе эсперанто-клуба при садово-огородном техникуме, располагавшемся на этой улице, она была переименована в улицу Эсперанто в честь планового языка эсперанто, созданного Людвиком Лазарем Заменгофом (более известным как «доктор Эсперанто»).
После смерти секретаря ЦК ВКП(б) Андрея Александровича Жданова, в 1949 году улица была названа его именем. Во время перестройки, в 1988 году, по инициативе казанских эсперантистов улице было возвращено название Эсперанто.

### Переименование в улицу Нурсултана Назарбаева
26 июня 2015 года улица Эсперанто была переименована в честь первого президента Казахстана Нурсултана Назарбаева, что было приурочено к его 75-летию. Переименование было осуществлено по инициативе национально-культурной автономии казахов Татарстана. Выбор улицы для переименования был связан с тем, что на ней расположен республиканский Дом дружбы народов.
Переименование улицы встретило критику со стороны ряда жителей города и общественных активистов. По их мнению, переименование нарушает положение казанской комиссии по топонимике, принятое в 2006 году, по которому «присвоение наименований» невозможно в отношении «ныне живущих лиц». Активисты создали онлайн-петицию за отмену решения исполкома. 3 июля 2015 года в Казани у Дома дружбы народов были задержаны четыре человека, участвовавших в несанкционированном пикете против переименования улицы.
Мэр Казани Ильсур Метшин признал, что при переименовании улицы были допущены недоработки, но отметил, что «на сегодняшний день решение принято». Спикер Государственного совета Республики Татарстан Фарид Мухаметшин назвал решение переименовать улицу «скороспелым».
Противники переименования обратились в Вахитовский районный суд города Казани, но там им было отказано в отмене решения Исполнительного комитета. Представительница исполкома указала, что положение казанской комиссии по топонимике не регламентирует деятельность исполкома города. Жители улицы обжаловали решение в Верховном суде Татарстана, но решение Вахитовского районного суда было оставлено в силе.

## Примечательные здания и памятники
- № 9/2 — жилой дом завода синтетического каучука[тат.].[26]
- № 15 — жилой дом Минлесхоза ТАССР.[27]
- № 21/64 — жилой дом завода «Лесхозмаш».[28][29]
- № 37 — неоклассическое здание школы, построенное в 1912 году по проекту архитектора Михаила Григорьева. В СМИ неоднократно публиковалась ошибочная датировка 1934 годом, однако по результатам обследования установлены элементы, подтверждающие дореволюционное строительство — «цепная» перевязка стен и клинчатые перемычки окон[30][31]. В 2020 году здание признали аварийным, в конце апреля историческую школу снесли[32]. По заявлению комитета по охране объектов культурного наследия Татарстана, школа не имела статуса объекта культурного наследия, а только входила в историческую средовую застройку. Представители ведомства также уверили СМИ, что разрабатывается эскизный проект воссоздания. Предполагается, что школу перестроят из оригинальных материалов и сохранят первоначальный вид. Активисты и градозащитники обращают внимание, что комитет не опубликовал технической документации или подписанного договора о строительстве[33][34].
- № 41 — жилой дом Казанской нефтебазы.[27]
- № 43 — жилой дом Татмехобъединения.[35]
- № 45 — жилой дом отдела мест заключения МВД ТАССР.[36]
- № 47/113 — жилой дом завода резино-технических изделий.[37]
- № 48  памятник архитектуры (региональный) — школа заводская (1934 год, сейчас в здании находится гимназия № 27 с татарским языком обучения, архитектор — Исмагил Галеевич Гайнутдинов)[38].
- № 54 — бывшее общежитие треста «Казремстрой».[39][40]
- № 56 — жилой дом завода стройдеталей № 2.[41]
- № 60 к1 — общежитие Казанского государственного института культуры.[42]
- № 68 — жилой дом фабрики «Спартак».[43]
- № 70 — жилой дом швейно-производственного объединения «Татарстан».[43]

## Транспорт
На начало 2022 года по улице ходят автобусы 1, 4, 5, 25, 43, 68, 71, 77, 102 (пригородный); имеются три автобусные остановки: «метро Суконная слобода» (бывшая «угол улиц Свердлова и Жданова», «Жданова» и «Эсперанто»), «Павлюхина» (бывшая «угол улиц Павлюхина и Жданова») и «Хади Такташа», существующие как минимум с начала 1960-х годов.

### Автобус
Автобусное движение по улице  началось не позднее 1940 года: тогда улица Эсперанто была конечной остановкой маршрутов № 2 («улица Эсперанто» — «завод им. Орджоникидзе») и № 4  («улица Эсперанто» — «лагерь № 1»).
К 1977 году по улице курсировали маршруты №№ 4, 10, 13, 14, 27, 30, 32, 36, 38 и 40; к 1980 году к ним  добавился № 43.  К 1988 году появились также маршруты №№ 47, 52 и 55; маршруты №№ 10, 13, 27,  30, 32, 36 и 40 стали обслуживать другие направления. В середине  1990-х годов по улице курсировали свыше 15 маршрутов.
После введения в 2007 году новой маршрутной сети на улице Эсперанто стали останавливаться автобусы маршрутов №№ 1, 3, 7, 16, 25, 26, 27, 30, 43, 59, 63, 65, 67, 68, 70, 77, 79. К 2009 году маршруты №№ 7, 16, 26, 27, 59 и 70 были упразднены, примерно тогда же от площади Тукая продлён маршрут № 4 и начал ходить по новой схеме маршрут № 5. К 2010 году продлен от Чеховского рынка к площади Вахитова маршрут № 71. В 2011 году были закрыты маршруты 3 и 67, в 2014 году — 63, 65 и 79; к 2012 году была изменена схема следования маршрута № 30.

### Трамвай
В конце XIX века до пересечения Георгиевской и 3-й Поперечной улиц была протянута Проломная линия конно-железной дороги. После замены конки трамваем это пересечение стало конечной остановкой для Проломной, а чуть позже — Волго-Проломной линии; после революции это место являлось конечной первого (1922-1925) и четвёртого (1925-1930) маршрутов. В 1930 году рельсы были проложены по участку улицы Эсперанто между улицами Свердлова и Спартаковская; разворотное кольцо по улицам Эсперанто, Спартаковская и Текстильная, существовавшее в 1930-1940 годах было конечной остановкой для четвёртого (1930-1940) и пятого (1930-1932) маршрутов. 
В 2000-е годы по тогдашней улице Эсперанто предполагалось вновь проложить трамвайные пути и пустить по ним маршрут № 6, соединив таким образом линию по улицам Островского-Качалова с линией по улицам Тукая-Техническая.

### Троллейбус
Троллейбусное движение по участку улицы Жданова между улицами Свердлова и Павлюхина началось в 1949 году, когда от площади Куйбышева был продлён единственный на тот момент троллейбусный маршрут Казани. Затем он вновь был сокращён до площади Куйбышева, предположительно, по причине запуска в 1960 году троллейбусного маршрута № 6 («вокзал» — «ВДНХ»), который проходил в том числе и через улицу Жданова. В 1976 году к нему присоединился маршрут № 8, в 1990 году — маршрут № 11 и в 1992 году — маршрут № 12. В 2002 году в связи началом строительства станции метро «Площадь Тукая» троллейбусное движение было перенесено с улицы Свердлова на улицу Павлюхина, и линия по улице Эсперанто была демонтирована.

### Метро
С 27 августа 2005 года действует станция первой линии Казанского метро «Суконная слобода».